# Halictus dispilurus
Halictus dispilurus är en biart som beskrevs av Cockerell 1937. Halictus dispilurus ingår i släktet bandbin, och familjen vägbin. Inga underarter finns listade i Catalogue of Life.